# 2017 Warped Tour Compilation
2017 Warped Tour Compilation è la ventesima raccolta del Warped Tour, pubblicata il 16 giugno 2017 dalla SideOneDummy Records.
La copertina dell'edizione standard ritrae il cantante Ben Barlow del gruppo gallese Neck Deep durante un'esibizione dal vivo. L'edizione esclusiva per Target differisce dall'originale per l'inclusione di Beyond My Reach di Andy Black, con quest'ultimo ritratto in copertina al posto dei Neck Deep.

## Tracce
CD 1
1. Neck Deep – Can't Kick Up the Roots
2. New Years Day – Relentless
3. Blessthefall – Keep What We Love & Burn the Rest
4. Microwave – Vomit
5. Silverstein – Ghost
6. Jule Vera – Scarlett Letter
7. Anti-Flag – Without End
8. Movements – Kept
9. The White Noise – Brainwashed
10. Hawthorne Heights – Common Crook
11. William Control – Analog Flesg in a Digital World
12. Being as an Ocean – OK
13. Bad Cop/Bad Cop – Retrograde
14. Boston Manor – This Song Is Dedicated to Nobody
15. Hands Like Houses – Momentary
16. tiLLie – pink + blue
17. Trophy Eyes – Nose Bleed
18. Big D and the Kids Table – Oi DJ (feat. The Doped Up Dollies & Maddie Ruthless)
19. The Ataris – Trash Panda
20. Stacked Like Pancakes – Sway
21. T.S.O.L. – Sometimes
22. Save Ferris – Anything
23. Too Close to Touch – Sympathy
24. Creeper – Black Rain
25. Fire from the Gods – Diversion – sostituita da Andy Black – Beyond My Reach nella versione Target alla traccia numero 1

CD 2
1. Beartooth – Always Dead
2. Memphis May Fire – Carry On
3. Hatebreed – From Grace We've Fallen
4. Attila – Moshpit (feat. Ookay)
5. War on Women – Servilia
6. Hundredth – Break Free
7. I Prevail – Come and Get It
8. Emmure – Torch
9. Alestorm – Drink
10. Stick to Your Guns – Universal Language
11. Municipal Waste – You're Cut Off
12. Knocked Loose – Deadringer
13. Dance Gavin Dance – Flossie Dickey Bounce
14. Sworn In – Endless Gray
15. Fit for a King – Cold Room
16. Counterparts – Collapse
17. The Acacia Strain – Model Citizen
18. Valient Thorr – Life Hands You a Demon
19. Candiria – Opaque
20. Carnifex – Necrotoxic
21. After the Burial – Sway of the Break
22. Sick of It All – DNC
23. Silent Planet – Psychescape (feat. Spencer Chamberlain)
24. Sylar – Soul Addiction
25. Strung Out – The Animal and the Machine

## Classifiche
| Classifica (2017)         | Posizione massima |
| ------------------------- | ----------------- |
| Stati Uniti (independent) | 7                 |